# Dobânda anuală efectivă
Dobânda anuală efectivă (DAE) include toate costurile pe care le implică un credit: dobânda anuală, costul asigurării, comision de analiză dosar, taxele de administrare (lunare sau anuale), fie că este vorba despre o sumă fixă, fie că se referă la un procentaj din soldul creditului rămas de achitat.
DAE reprezinta cel mai util criteriu pentru a compara ofertele de credite ale băncilor. Potrivit legii creditului de consum, DAE trebuie să exprime costul total al creditului.

## Definiții multiple ale DAE efectivă
DAE nominală se calculează prin înmulțirea ratei dobânzii pentru o perioadă de plată cu numărul de perioade de plată dintr-un an. Cu toate acestea, definiția juridică exactă a „DAE efectivă”, sau DAE, poate varia foarte mult în fiecare jurisdicție, în funcție de tipul de comisioane incluse, cum ar fi comisioanele de participare, comisioanele de inițiere a împrumutului, comisioanele lunare de serviciu sau comisioanele de întârziere. DAE efectivă a fost denumită rata dobânzii „adevărată din punct de vedere matematic” pentru fiecare an.

### Uniunea Europeană
Standardizarea DAE a Uniunii Europene se concentrează pe transparență și pe drepturile consumatorilor: „un set inteligibil de informații care trebuie furnizate consumatorilor în timp util înainte de încheierea contractului și de asemenea, ca parte a contractului de credit [...] fiecare creditor trebuie să utilizeze acest formular atunci când comercializează un credit de consum în orice stat membru, astfel încât comercializarea unor cifre diferite nu este permisă.
Regulamentele UE au fost consolidate prin directivele 2008/48/CE și 2011/90/UE, care sunt pe deplin în vigoare în toate statele membre din 2013. În România, acest indice financiar a fost reglementat prin Legea 289/2004 care a intrat în vigoare la data de 6 ianuarie 2005.
Cu toate acestea, în Regatul Unit, directiva UE a fost interpretată ca Directiva Reprezentativă DAE.
O metodă unică de calculare a DAE a fost introdusă în 1998 (Directiva 98/7/CE) și trebuie să fie publicată pentru cea mai mare parte a creditelor. Folosind notația îmbunătățită din Directiva 2008/48/CE, ecuația de bază pentru calcularea DAE în UE este:
{\displaystyle \sum _{i=1}^{M}C_{i}(1+\mathrm {APR} /100)^{-t_{i}}=\sum _{j=1}^{N}D_{j}(1+\mathrm {APR} /100)^{-s_{j}}}
unde:
M este numărul total de retrageri plătite de către creditor
N este numărul total de rambursări plătite de către împrumutat
i este numărul de ordine al unei retrageri plătite de către creditor
j este numărul de ordine al unei rambursări efectuate de către împrumutat
Ci este suma fluxului de numerar pentru numărul de retragere i
Dj este suma fluxului de numerar pentru rambursare numărul j
ti este intervalul, exprimat în ani și fracțiuni de an, dintre data primei retrageri* și data retragerii i
sj este intervalul, exprimat în ani și fracțiuni de an, dintre data primei retrageri* și data rambursării j.
În această ecuație, partea stângă reprezintă valoarea actuală a retragerilor efectuate de creditor, iar partea dreaptă reprezintă valoarea actuală a rambursărilor efectuate de debitor. În ambele cazuri, valoarea actuală este definită având în vedere APR ca rată a dobânzii. Astfel, valoarea actuală a retragerilor este egală cu valoarea actuală a rambursărilor, având în vedere APR ca rată a dobânzii.
Rețineți că nici sumele, nici perioadele dintre tranzacții nu sunt neapărat egale. În scopul acestui calcul, se presupune că un an are 365 de zile (366 de zile pentru anii bisecți), 52 de săptămâni sau 12 luni egale. Conform standardului: „Se presupune că o lună egală are 30,41666 zile (adică 365/12), indiferent dacă este sau nu un an bisect”. Rezultatul trebuie exprimat cu cel puțin o zecimală. Acest algoritm pentru APR este necesar pentru unele forme de datorii ale consumatorilor din UE, dar nu pentru toate. De exemplu, această directivă a UE se limitează la contractele de 50 000 EUR și mai puțin și exclude toate ipotecile.